# Цокалка малинова
Цокалка малинова (Epthianura tricolor) — вид горобцеподібних птахів родини медолюбових (Meliphagidae). Ендемік Австралії.

## Поширення і екологія
Птах мешкає в посушливих районах з розрізненою чи низькою рослинністю, переважно у західних та центральних частинах Австралії. Вони, зазвичай, проводять зиму в північних районах Австралії, а влітку переміщуються далі на південь.

## Опис
Птах завдовжки 10–13 см, вагою 10–11 г. У них довгі тонкі ноги; загострений, загнутий донизу дзьоб; щіткоподібний кінчик язика. Дорослі самці вкриті коричневим пір'ям, мають червоні тім'я та нижні частини; є чорна маска навколо очей і біле горло. Самиці забарвлені подібно, але з блідішими кольорами.

## Спосіб життя
Розрідженість середовища існування змушує птаха часто змінювати місце проживання та мігрувати на великі відстані туди, де після дощу проростає свіжа рослинність. Крім комах, які є основною їжею, він також харчується нектаром пустельних квітів. У пошуках їжі постійно пересувається по землі. У сезон розмноження з липня по грудень птах будує глибоке чашоподібне гніздо з трави та гілок, вистелене волоссям і корінням, під покривом рослинності. Кладка складається з двох-трьох яєць. Інкубація триває 14 днів. Ще 14 днів триває гніздовий період.